# Садовник (картина)
«Садовник» (итал. Il Giardiniere) — картина Джузеппе Арчимбольдо (итал. Giuseppe Arcimboldo) из серии так называемых «перевёртышей», написанная им между 1587 и 1590 годами. Хранится в Музее Ала Понцоне, Италия. Выполнена маслом на деревянной панели. Размер картины — 36 × 24 см. 

## История и описание
Джузеппе Арчимбольдо родился в Милане в семье художника Бьяджо Арчимбольдо. Долгое время Джузеппе работал с отцом, занимаясь созданием фресок и витражей. Его отец дружил с живописцем Бернардино Луини, который являлся учеником Леонардо да Винчи. Однажды сын Луини показал юному Джузеппе несколько тетрадей с заметками и набросками Леонардо. Эти зарисовки фантастических лиц и фигур, основанные на наблюдениях за природой, произвели на молодого художника сильное впечатление. С тех пор Арчимбольдо стал рисовать по принципу Леонардо, изучая и анализируя натуру. 
Имя Арчимбольдо ассоциируется с метафорическими и фантастическими картинами, заключающими в себе природные аллегории, которые выглядят как портреты, если разглядывать их с определённого расстояния. Но при ближайшем рассмотрении они представляют собой странные  сочетания необычайного разнообразия живых существ, цветов или предметов. 
Арчимбольдо придумывал всё более ухищрённые методы рисования. 
Об этом свидетельствуют его картины-перевёртыши: «Садовник», «Голова и корзина с фруктами» и «Повар», восприятие которых зависит от угла поворота. 

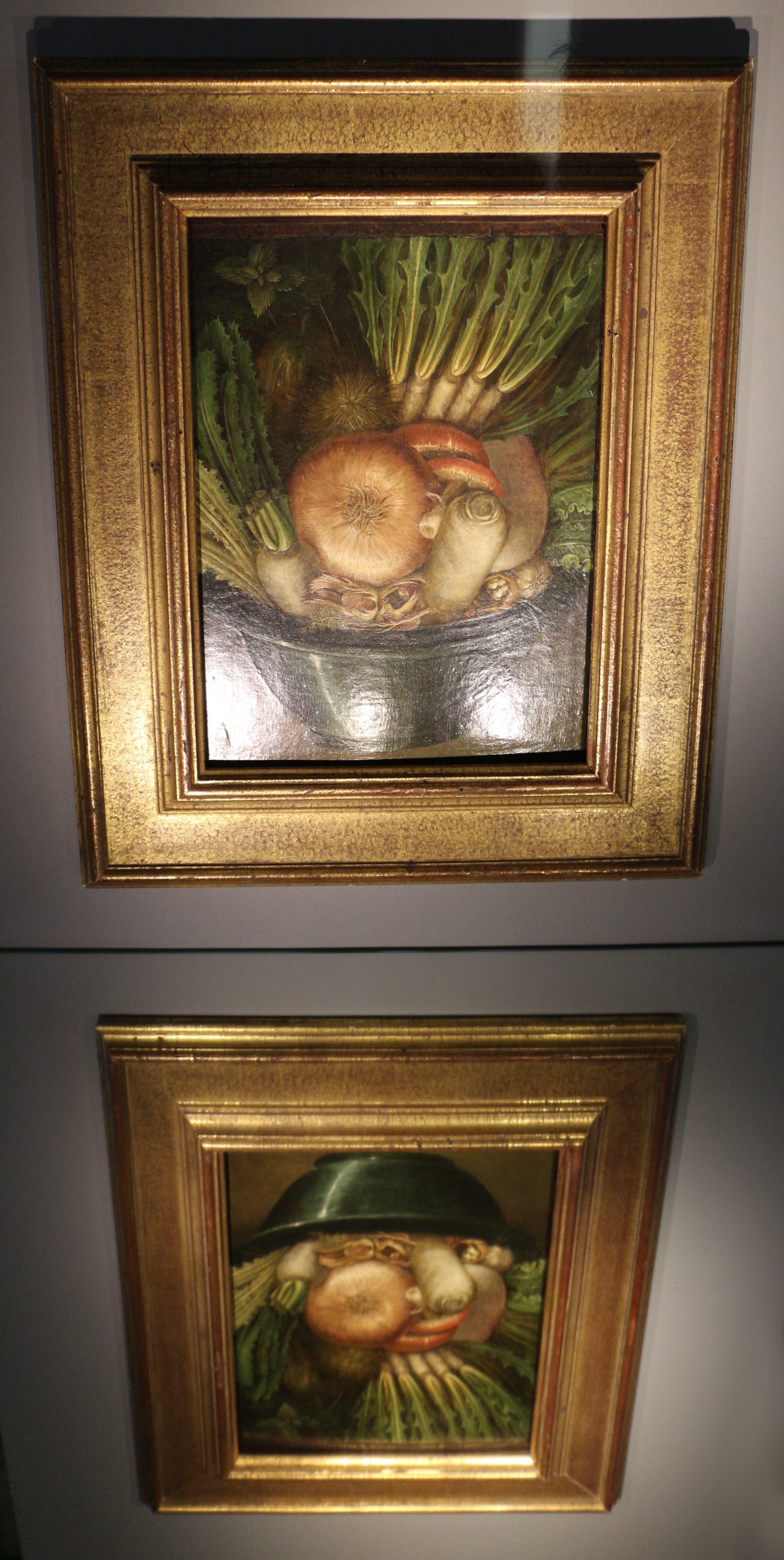
Музей Ала Понцоне демонстрирует картину в стеклянном ящике с зеркалом внизу, чтобы зрители смогли увидеть в отражении портрет Садовника.

«Садовник» — картина небольшого размера. На ней изображена металлическая чаша, полная овощей, грибов и зелени. Но если вы повернёте картину на 180 градусов, то ничем не примечательный классический натюрморт превратится в добродушного садовника с улыбающимся лицом. Большая луковица становится щекой, грибы — парой пухлых губ. Нос сделан из белой редьки. Ботва корнеплодов изображает волосы и бороду. Глаза Садовника — наполовину очищенные орехи. А металлическая чаша имитирует головной убор. Лепестки мяты на одежде служат для него украшением. В портрете очень ясно читается внешность и характер персонажа, что делает его узнаваемым.